# Moorestown
Moorestown — это кодовое название платформы компании Intel для мобильных интернет устройств (MID), которая сменит платформу Menlow. Предполагается, что она в режиме бездействия будет потреблять в десять раз меньше энергии чем Silverthorne и появится на рынке в 2010 году.

## История
В мае 2007 года компания Intel впервые анонсировала выход новой платформы Moorestown позиционируемой для UMPC и мобильных интернет-устройств (MID) .
В 2008 году Intel впервые продемонстрировала работающую платформу Moorestown на выставке IDF, Тайбэй .
В январе 2010 года на IT-выставке CES 2010 был представлен аппарат LG GW990 – уникальный MID на новой энергоэффективной платформе Intel Moorestown .

## Описание
Платформа Moorestown будет системой-на-кристалле (system-on-chip) c кодовым названием “Lincroft”, которая объединит 45нм процессор, видео контроллер, контроллер памяти, а также видео декодер на одном кристалле. Она будет поддерживать различные беспроводные технологии, включая 3G, WiMAX, WiFi, GPS, Bluetooth и мобильное телевидение.